# تنظير البطن

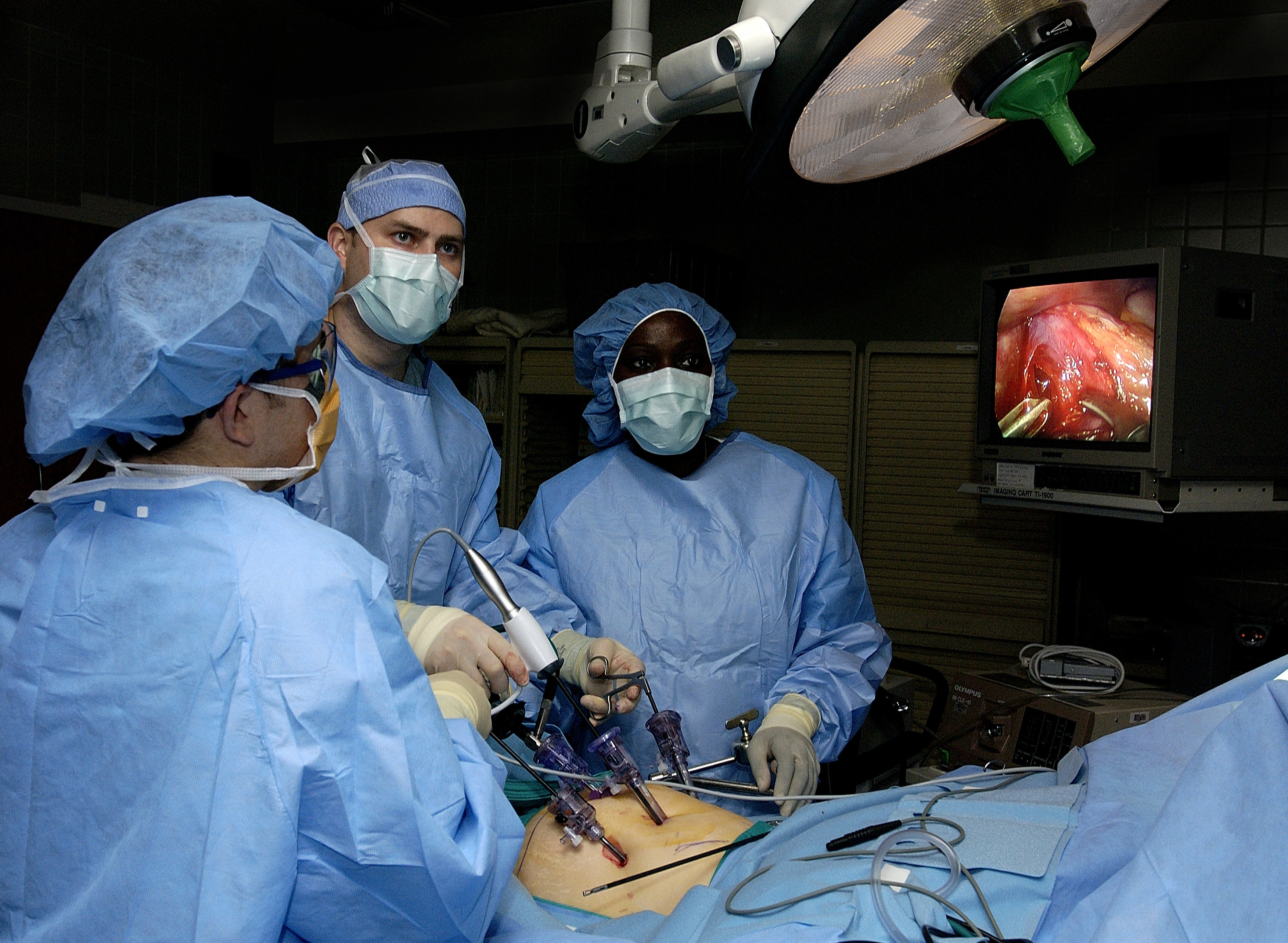
جراحين يجرون عملية بالمنظار في المعدة.

تنظير البطن  أو منظار البطن هي عملية جراحية قصيرة وبسيطة تجرى في البطن أو الحوض وتستخدم إما لفحص وتشخيص حالة أو لإجراء عمليات جراحية وتتم من خلال عمل فتحة صغيرة (عادة 0.5 - 1.5 سم) على الجلد فوق أو تحت الصرة حيث يتم نفخ البطن بغاز ثاني أكسيد الكربون لدرجة معينة (النفخ يحدث فراغ داخل البطن لعمل حيز للمشاهدة ولإجراء العمل الجراحي) ومن ثم يتم إدخال كاميرا تنظير ويتم رؤية الجهاز الهضمي من الداخل من خلال ما تنقله الكاميرا على شاشة تلفزيونية يمكن متابعتها بالعين المجردة. وتستخدم هذه التقنية لفحص وتشخيص حالة أو إجراء عمليات جراحية فهي عملية جراحية قصيرة وبسيطة تجرى للوصول إما لتشخيص أو معالجة سبب الشكوى وفي كثير من الأحيان يتم اكتشاف الأسباب وعلاجها في نفس الوقت. حيث يستطيع الطبيب المعالج عن طريقها رؤية الأعضاء التناسلية مثل الرحم والمبيضين بالإضافة إلى رؤية المثانة والأمعاء الدقيقة والأمعاء الغليظة والزائدة الدودية والكبد والمرارة.
وتمتاز العمّليات التي تجرى عن طريق التنظير البطني عن تلك التي تجرى بالأسلوب التقليدي بفتح  جدار البطن بأن ألام ما بعد الجراحة أقلً بكثير ومدة البقاء في المستشفى لا تتجاوز 48 ساعة إضافة إلى الناحية التجميلية والقدرة على العودة للنشاطات الطبيعية خلال أسبوع واحد أو أسبوعين على أبعد الاحتمالات بعد إجراء العملية .

## أنواع مناظير البطن
هناك نوعان من مناظير البطن:
النوع الأول يسمى المنظار التليسكوبى وهو عبارة عن أنبوبة رفيعة من الصلب الأبيض يبلغ قطرها الداخلى من 3 إلى 4 مم وتنتهى بحافة مشطوفة وتختلف زاوية الشطف من صفر إلى 70 درجة وكذلك قطر الأنبوبة طبقا لنوع المنظار والغرض المستخدم من أجله ويتم تركيب عليه حزمة من الألياف الزجاجية الناقلة للضوء من المصدر الضوئى والعدسة العينية عبر الأنبوبة التليسكوبية وتزود المناظير عادة بأنابيب أكثر إتساعا يمكن من خلالها إدخال بعض الوسائل والأدوات الجراحية وتختلف أقطار هذه الأنابيب طبقا للغرض المستخدم فيه المنظار ونوعيته ويتم توصيله بكاميرا فيديو (شريحة واحدة أو ثلاث شرائح).
النوع الثاني هو منظار البطن الرقمي (المناظير الضوئية المرنة ذات الحزمة الضوئية ) ويمتاز هذا النوع عن النوع الأول التليسكوبى بمرونته وسهولة إدخاله إلى أعضاء الجسم الداخلية ذات الأنسجة الرخوة دون إحداث أي أضرار نظرا لقابليته الشديدة على الالتواء ونعومة سطحه وقدرته على الانزلاق ويتكون من حزمة من الألياف الزجاجية الناقلة للصورة بواسطة الانعكاسات الضوئية على سطحين مختلفين في معامل الانكسار وتركب على العدسة المضيئة كاميرا فيديو رقمية لالتقاط الصور وعرضها على شاشة تليفزيونية رقمية وهو ما يؤدى إلى تحسين جودة الصورة وتتميز هذه المناظير أيضا بوجود الية تحريك طرف الحزمة الضوئية المرنة المزودة بعدسة شيئية في كافة الاتجاهات بزوايا محددة تختلف قيمتها تبعا لنوع الجهاز والغرض المستخدم فيه ويتم تحريك هذا الطرف بمقبض يتم التحكم فيه أعلى المنظار ويتم تزويده أيضا بأنبوبة لشفط وضخ السوائل تسير بجانب الحزمة الضوئية وتنتهى بثقوب في نهاية طرف المنظار وتزود كذلك بأنبوبة غازية لإستخدام الغازات تحت ضغط معين لإظهار الصورة بوضوح وخاصة صور جدار العضو الداخلى بعد دفع الغاز خلال المنظار وتحت ضغط معين لنفخ العضو دون التأثيرعلى حيويته أو الاضرار به ويمكن تزويد المنظار ببعض الالات الجراحية لأخذ عينات من الأنسجة المبطنة لجدار العضو لفحصها معمليًا كما قى حالات الأورام وغيرها.

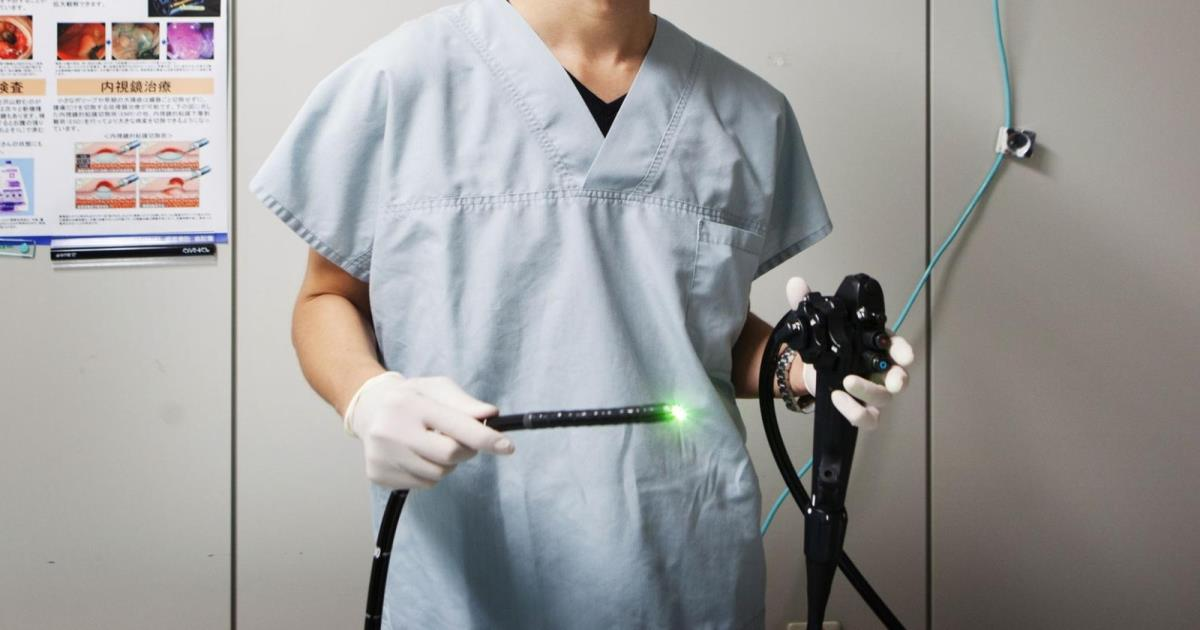
منظار ضوئى مرن مزود بحزمة ضوئية

## كيفية إجراء عملية منظار البطن
يتم إجراء العملية في غرفة العمليات بعد خضوع المريض للتخدير العام ثمّ يقوم الطبيب بعمل جرح صغير غرزتين تقريباً تحت السرة حتى يدخل إبرة صغيرة عن طريقها يضخ نوع خاص من الغاز في الغالب يكون غاز ثاني أكسيد الكربون داخل التجويف البطني وبوضع هذا الغاز يتم انتفاخ البطن وهذا ضروري لرؤية واضحة  للأعضاء الدّاخلية ومن ثم يتمّ وضع جهاز المنظار ويقوم الطبيب بعد ذلك بعمل جرحين على كل جانب من أسفل البطن ثمّ يتمّ إدخال أنبوب حتى يتمكن الطبيب من خلالها إدخال الأدوات والأجهزة إلى التجويف البطني وتحريكها بين الأعضاء الداخلية لإجراء الجراحة إذا لزم ذلك .

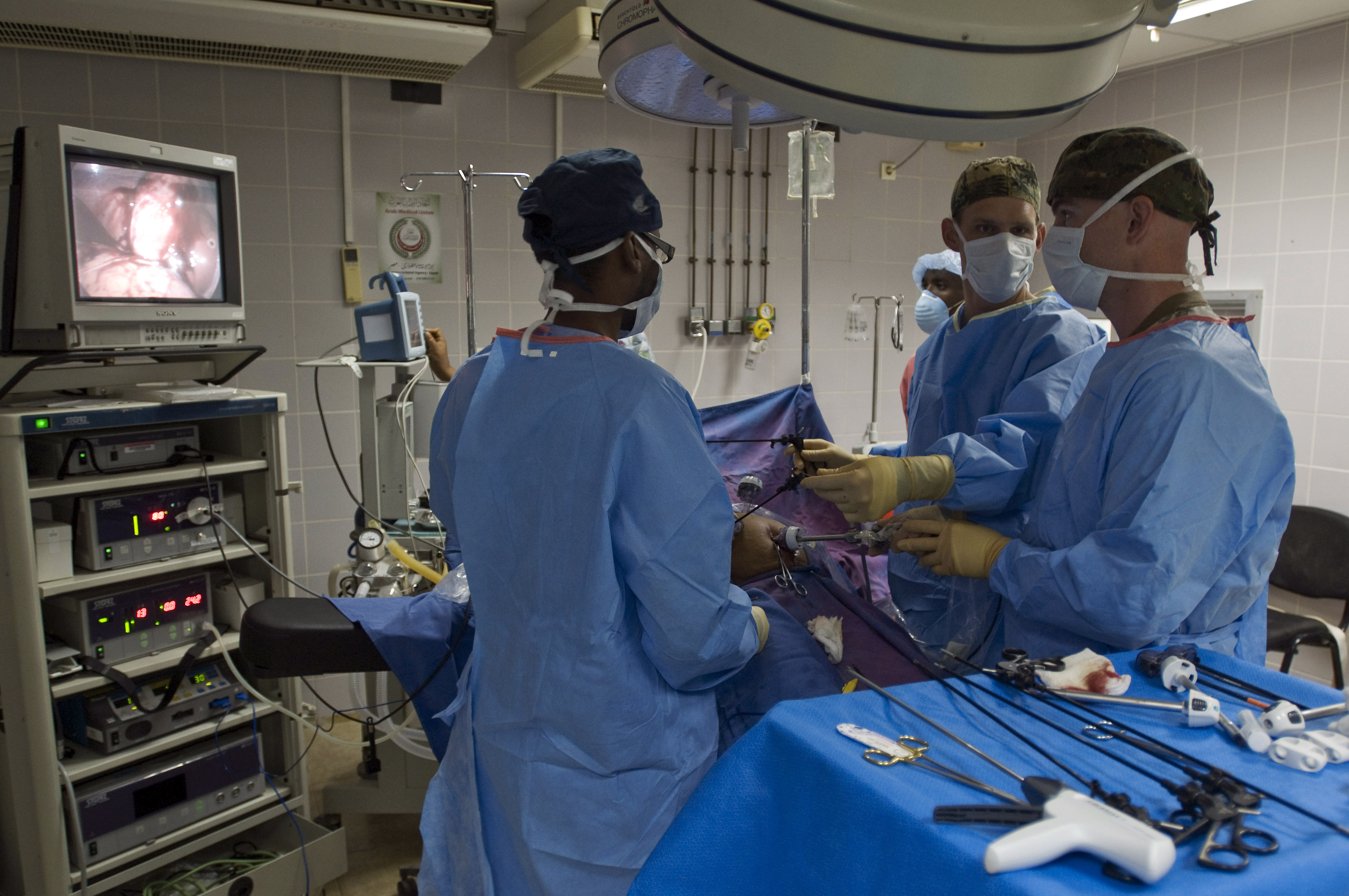
عملية جراحية باستخدام منظار البطن

## العمليات الجراحية

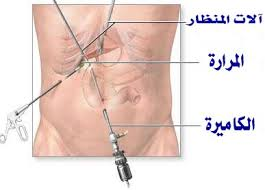
صورة توضيحية لعملية استئصال المرارة

يسمح المنظار للأطباء بإجراء عمليات جراحية على حد سواء البسيطة والمعقدة مع عدد قليل من الجروح الصغيرة في البطن وهناك عدد من المزايا للمريض عن طريق إجراء الجراحة بالمنظار مقابل إجرائها بالطريقة التقليدية . وتشمل هذه المزايا انخفاض الشعور بالألم بسبب الشقوق الصغيرة وقلة كمية النزيف ويأخذ أقصر وقت في الإنعاش.
الحالات التي تستوجب عمل منظار البطن :
عملية استئصال الزائدة الدودية
سابقا كانت تجرى من خلال فتحة على الجهة السفلية اليمنى للبطن بطول لا يقل تقريبا عن 1سم أما الآن يتم استئصالها بالمنظار من خلال فتحتين لا يتعدى الواحد منهما 1مم وفتحة للكامير.
عملية استئصال المرارة
سابقا كانت تجرى من خلال فتحة طويلة على الجهة العلوية اليمنى للبطن بطول لا يقل تقريبا عن 61سم ولك أن تتخيل مدى الألم ونسبة حدوث الالتهابات العالية بعد عملية مفتوحة لاستئصال المرارة . والآن مع تطور الجراحة بالمنظار يتم حاليا وبسهولة من خلال هذه الأربع فتحات الصغيرة يتم استئصال المرارة بالمنظار وهنا يشاهد البطن بعد مرور فترة من الزمن والتئام الجروح بعد عملية استئصال المرارة بالمنظار.
عمليات الفتق بأنواعها
والتي مازالت تجرى بالطريقة التقليدية ولكن أيضا أصبح بالإمكان إجرائها بالمنظار وتقريبا في جميع أماكن تواجدها بالجسم وبكل نجاح وبدلا من عمل شقوق كبيرة على الجسم يتم بالعادة عمل ثلاث فتحات صغيرة جدا لا يتعدى طول الواحد منها 6 سم وتستخدم هذه الفتحات لإدخالأدوات المناظير الجراحية المختلفة أو إدخال الشبكات الخاصة بإصلاح بعض أنواع الفتوق وكذلك إدخال الدباسات الخاصة بها وتختلف أماكن هذه الفتحات بحسب وجود الفتق واحتياجات الجراح ولكن بالمحصلة النهائية لن تتعدى الثلاث أو أربع فتحات وكما ذكر لن يتعدى طول الواحد منها 6 سم.
عمليات استئصال أورام الجهاز الهضمي 

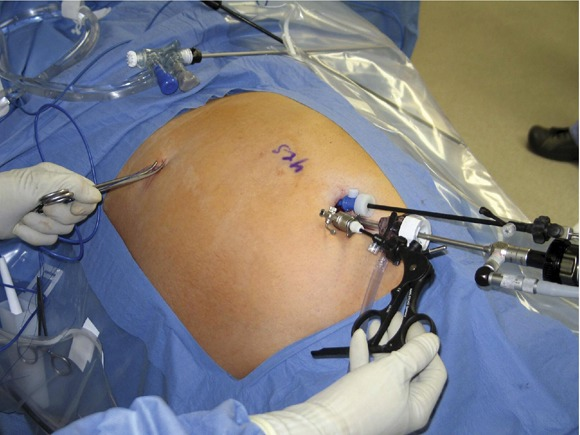
عملية جراحية باستخدام منظار البطن

والتي تتم بكل سهولة استئصال أورام الجهاز الهضمي بمختلف أماكن تواجدها كأورام القولون  و المعدة والكبد والبنكرياس والتي كان يلزم لإجرائها عمل شق جراحي طويل من اسفل عظم الصدر مرورا بالصرة حتى اسفل البطن ولكن أصبح بالإمكان عمل أغلب هذه العمليات عن طريق عمل أربع فتحات صغيرة (الفتحة الواحدة 6سم) مع فتحة واحدة إضافية لا تتعدى 1-9 سم على جهة يحددها الجراح على البطن لاستخراج الورم منها.

## أمراض النساء
أكياس أو أورام في المبيض
تضخّم المبيضين الذي قد يكون ناتجاً عن تجويف يمتلئ بسائل أو ورم ومن خلال منظار البطن يستطيع الطبيب معرفة الفرق بين الحالتين ومن الممكن أن يأخذ الطبيب عينه من الورم لمعرفة إذا كان الورم  خبيثاً أو حميداً ويمكن استئصالها بمنظار البطن دون اللجوء لفتح البطن أو استئصال المبيض إذا ادعى الأمر إلا أن ذلك يتطلب مهارة عالية لأن إبقاء جزء بسيط منها قد يتطلب مزيداً من الجراحة.
إستئصال الألياف وإزالتها
الياف الرحم هي عبارة عن ورم حميد ينشأ في عضلة جدار الرحم ويتشكل لدى ما نسبته 20% أو أكثر من النساء فوق سن "35" سنة ويصاحبه آلام في البطن والحوض أو ازدياد الدورة الشهرية بشكل ملحوظ . ولدى السيدة الحامل قد تؤدي الألياف إلى مضاعفات في الحمل مثل الولادة المبكرة.
الالتصاقات في حالات العقم
تحدث الالتصاقات عادة بسبب عمليات سابقة في البطن أو التهابات في أعضاء الحوض وعن طريق عملية منظار البطن تزال الالتصاقات بواسطة مقصات معينة ويكون احتمال عودتها ضعيفاً جداً أقل بكثير من احتمال عودتها بعد إزالتها عن طريق فتح البطن.
حص قناتا فالوب في حالات العقم
يقوم الطبيب المعالج بفحص قناتا فالوب وذلك بحقن سائل أزرق اللون عن طريق المهبل وعنق الرحم فإذا كانت قناتا فالوب سليمتان يظهر السائل في التجويف ألبطني وإذا كانتا مغلقتان يقوم الطبيب بفتح القناتين في نفس الوقت بواسطة المنظار واستعمال الأدوات المناسبة لذلك.                                           
مرض بطانة الرّحم الهاجرة

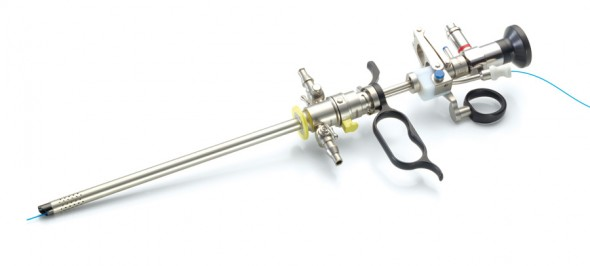
منظار تلسكوبى للرحم

وهو عبارة عن ظهور أنسجة بطانة الّرحم في مناطق خارج الرّحم وداخل الحوض والبطن مثل المبيض والأمعاء وغالباً ما يكون المرض متزامناً مع أكياس المبيض التي تحتوي على دم قديم متخثر يسمى (chocolate cyst)  ويسبب كذلك الالتصاقات. ويصاحبه أعراض منها: ألم متكرر أسفل البطن خصوصاً أثناء الدورة الشهرية . ألم وسط الدورة قد يكون سببه التصاقات في البطن، ألم أثناء الجماع ووجود أورام (Masses) وألم بعد التبرز إذا وجد الغشاء المهاجر على الجدار الخلفي للمهبل وألم أثناء التبوّل إذا وجد الغشاء المهاجر في جدار المهبل الأمامي وجدار المثانة الدّاخلي. هذا بالإضافة إلى الأعراض التي تشخص من قبل الطبيب مثل ضعف تكون الحويصلات وارتفاع هرمون الحليب وارتفاع مستوى البروستاغلاندين وعدم انفجار الحويصلات. والتشخيص يكون عادة بواسطة عملية منظار البطن وإذا وجدت الالتصاقات أثناء عملية منظار البطن فيمكن إزالته.
النزيف الدّاخلي
عند وجود تراكم للدّم في التجويف ألبطني ولا يعرف مصدره فإجراء عملية منظار البطن فبهذه الحالة تمكّن من الكشف عن مكان النزيف ومصدره ومعالجته وقد يكون مصدره نتيجة حمل في قناة فالوب مثلاً؛ وفي هذه الحالات تتمّ الجراحة بواسطة المنظار.
تكيَّس المبايض
وهي حالة مرضيّة تعاني منها سيدة من كل خمس سيدّات تقريباً وهي عبارة عن خلل في عمل المبيض الهرموني يكون معه عدد الحويصلات في كلا المبيضين أكثر من العدد الطبيعي ويتمّ تشخيصها من قبل الطبيب عن طريق جهاز الألتراساوند ويمكن المعالجة بالأدوية وفي حالة فشل المعالجة بالأدوية يتم اللجوء إلى العمل الجراحي بواسطة منظار البطن بإجراء فتحات صغيرة في المبيض إما عن طريق الكي أو عن طريق أشعة الليزر.
الالتهابات 

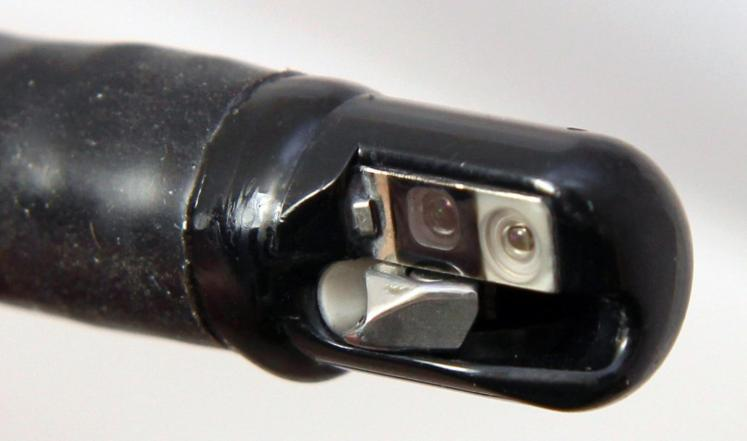
كاميرا المنظار

يتمّ عن طريق منظار البطن تشخيص التهابات قناتي فالوب كما يتم إيجاد مركز الالتهاب أو مصدره في الحالات غير المعروف سبب الألم فيها . ومن الممكن أخذ عينه منها وعمل فحص جرثومي لها للحصول على البويضات. وهذه الجراحة تجرى أيضاً مع عمليّة إجراء التلقيح خارج الرحم ويتم جمع البويضات مع المبيض.
عملية التعقيم
يتم إغلاق قناتي فالوب بواسطة منظار البطن وذلك عن طريق حلقة أو ملقط أو بالقيام بالكي وهذا يمنع وصول الحيوانات المنويه للبويضات وتلقيحها وبذلك يتم منع حصول الحمل.